# Laurent Imbert
Pour les articles homonymes, voir Saint Laurent et Imbert.
Laurent Joseph Imbert est un évêque français, né à la ferme Bricard, à Marignane, le 23 mars 1796, mort martyrisé le 21 septembre 1839 en Corée du Sud, proclamé saint par l'Église catholique.

## Biographie
Né à la ferme Bricard, à Marignane, le 3 germinal an IV (23 mars 1796), il devient prêtre des Missions étrangères, il part au Sichuan où il fonde le séminaire de Moupin à la frontière du Tibet, il y réside douze ans. 
En 1827, il importe la lithographie en Chine dans le but de favoriser, par ce biais, la diffusion de la foi catholique.
Il est en contact avec Marcellin Jobard au sujet d'un procédé de forage inventé par les Chinois. 
Le père Imbert est ordonné évêque en 1837 et se voit attribuer le siège titulaire de Capse (de) en Tunisie, et la charge de Vicaire apostolique de Corée en résidence à Séoul. Il est consacré le 14 mai de la même année par Giacomo Luigi Fontana (zh) avec comme co-consécrateur Joseph Ponsot. Il est le premier évêque catholique à mettre le pied en Corée. Avec Pierre Maubant et Jacques Chastan, ils baptisent en un an 2 000 catéchumènes et visitent 9 000 chrétiens dans toute la Corée.

### Martyre

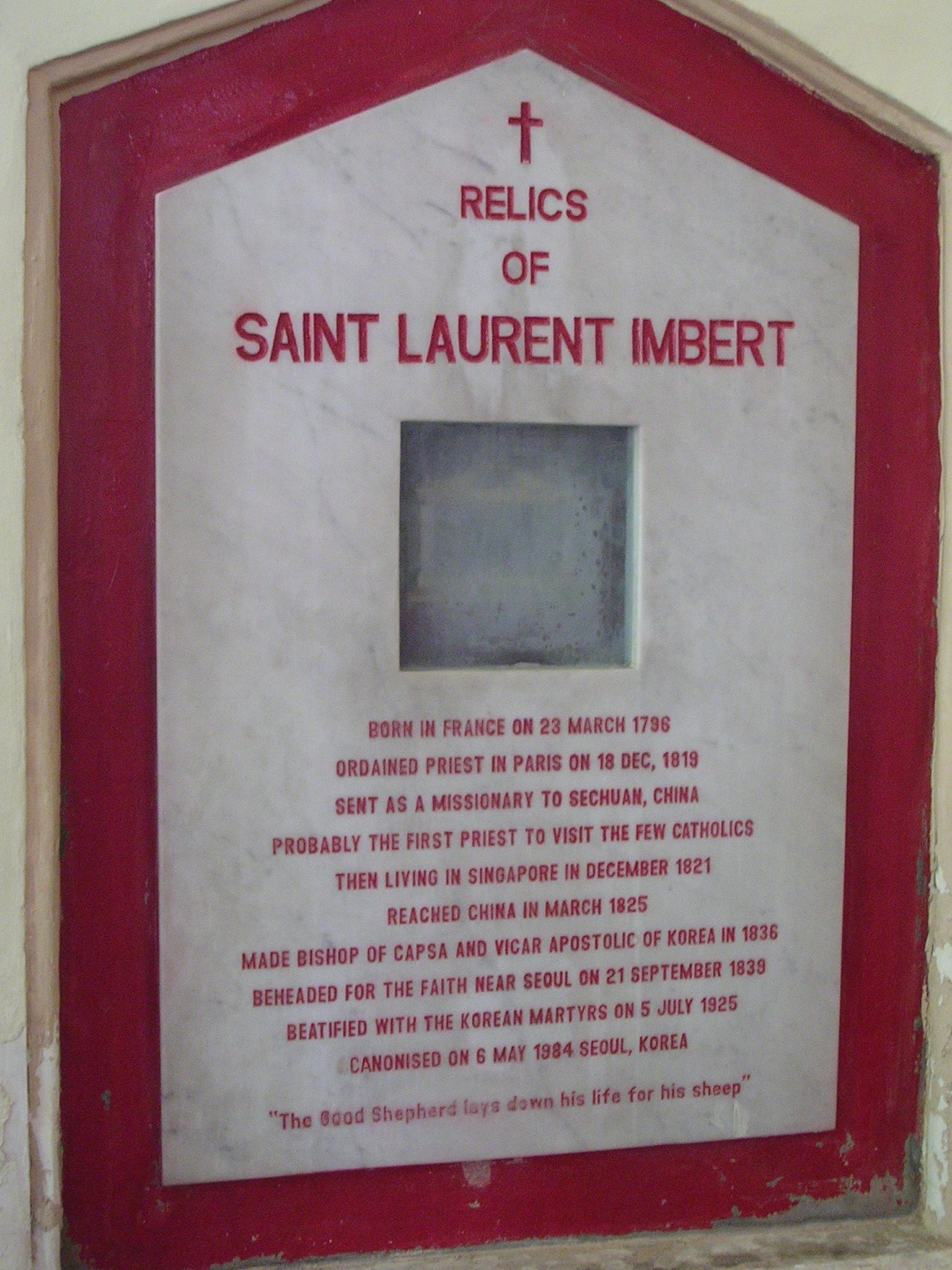
Reliques de saint Laurent Imbert à la cathédrale du Bon Pasteur de Singapour.

Entre 1839 et 1866, plusieurs milliers de membres de l’Église catholique furent martyrisés à Séoul en Corée, parmi lesquels les 103 Martyrs de Corée qui ont été canonisés. On compte 3 évêques français (Laurent Imbert, Siméon-François Berneux et Antoine Daveluy), 7 prêtres missionnaires français (Pierre Maubant, Jacques Chastan, Just Ranfer de Bretenières, Louis Beaulieu, Pierre-Henri Dorie, Pierre Aumaître, Saint Martin Luc Huin ; André Kim Taegon, premier prêtre coréen) et 92 laïcs.
Pensant protéger le peuple, Laurent Imbert, Pierre Maubant et Jacques Chastan décident de se rendre aux autorités. Ils sont tous les trois condamnés à mort, et le 21 septembre 1839, décapités au bord d'une rivière dans le lieu-dit Sai-nam-hte.

## Réactions
Une première mission navale destinée à demander aux Coréens des explications sur le meurtre des trois missionnaires de 1839 fut montée en 1845, puis une deuxième en 1847, qui échoua assez piteusement.
En 1866, le massacre à Séoul de neuf autres missionnaires donna lieu à une expédition punitive contre le Régent de Corée par une force navale française placée sous le commandement du contre-amiral Pierre-Gustave Roze qui eut lieu du 18 septembre au 12 novembre 1866, dite l'expédition en Corée du contre-amiral Roze.

## Béatification et canonisation

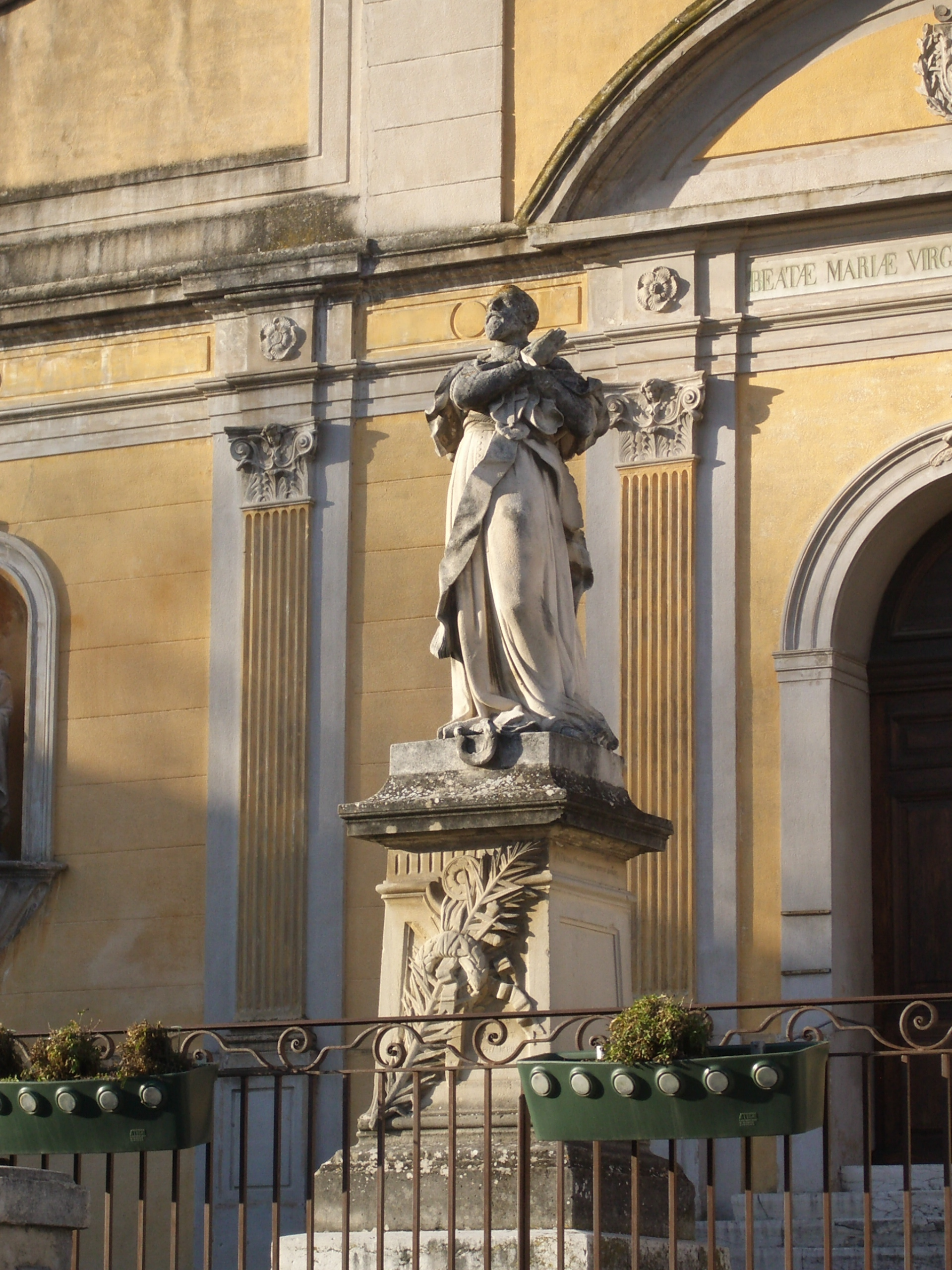
Statue de saint Laurent Imbert devant l’église de Calas (13)

Les cent trois Martyrs de Corée, incluant Laurent Imbert, ont été béatifiés le 5 juillet 1925 à Rome par le pape Pie XI et canonisés à Séoul par Jean-Paul II, le 6 mai 1984, lors de sa visite pastorale. Il s’agit de la première canonisation hors de Rome. Ils sont fêtés le 21 septembre.
Les reliques de saint Laurent Imbert sont aujourd'hui à la cathédrale du Bon-Berger de Singapour (en).
Une église de Marignane porte le nom Saint-Laurent-Imbert,.